# Georgij Evgen'evič L'vov
Il principe Georgij Evgen'evič L'vov (in russo Георгий Евгеньевич Львов?; Dresda, 2 novembre 1861 – Parigi, 7 marzo 1925) è stato un politico russo, primo ministro della Russia e capo del governo provvisorio russo dal 15 marzo al 21 luglio 1917.

## Biografia

### Famiglia
Figlio del principe Evgenij Vladimirovič L'vov (1831-1878) e di Varvara Alekseevna Mosolova (1828-1924). Georgij L'vov nel 1901 sposò Julija Alekseevna Bobrinskaja (1867-1903), figlia del principe Aleksej Pavlovič Bobrinskij e di Aleksandra Alekseevna Pisareva.

### Prima della rivoluzione
Il principe Georgij L'vov era nato a Dresda in Germania, appartenente a una famiglia della dinastia Rurik: era discendente del principe di Jaroslavl'. Quando ancora Georgij era neonato, si trasferì con la sua famiglia lasciando la Germania per andare nella casa di famiglia a Popovka, nella regione d'Aleksin presso Tula. Si laureò in diritto all'Università di Mosca, poi lavorò nel servizio pubblico fino al 1893. Nel 1905 L'vov entrò nel Partito Democratico Costituzionale Liberale e aderì alla massoneria .
Nel 1906 vinse le elezioni e guadagnò un posto nella prima Duma, ottenendo la nomina a nominato ministro. L'vov divenne presidente del sindacato «Tutti-Russi» di zemstvo nel 1914; dopo lo scoppio della prima guerra mondiale, nel 1915 divenne uno dei capi dell'Unione e membro dello zemstvo di Zemgor, un comitato misto dall'unione di zemstvo e di città che avevano contribuito a fornire le tende per i soldati feriti.

### Durante e dopo la rivoluzione
Dopo la Rivoluzione di febbraio e l'abdicazione del 15 marzo da parte dello zar Nicola II, alla quale L'vov contribuì, divenne capo del Governo provvisorio russo. Ma fu incapace di raccogliere una maggioranza sufficiente per poter governare; per questo il 21 luglio 1917 rassegnò le dimissioni in favore del suo ministro della guerra Aleksandr Fëdorovič Kerenskij. 
Con la Rivoluzione d'ottobre i bolscevichi di Lenin presero il potere rovesciando il governo Kerenskij; L'vov fu fatto arrestare, ma riuscì a fuggire e riparò a Parigi, dove passò in esilio il resto della sua vita. Morì il 7 marzo 1925 a sessantatré anni e fu sepolto nel cimitero russo ortodosso di Nostra Signora dell'Assunzione.